# Gargara pilosa
Gargara pilosa är en insektsart som beskrevs av William D. Funkhouser 1927. Gargara pilosa ingår i släktet Gargara och familjen hornstritar. Inga underarter finns listade i Catalogue of Life.